# Ernst Sabelström
Ernst Axel Constans "Sabel" Sabelström, född 13 februari 1906 i Stockholm, död 24 juli 1980, var en svensk militär och idrottsledare.
Sabelström, som var son till majoren och brandchefen Ernst Sabelström och Elisabeth Ekstrand, avlade studentexamen 1925, blev fänrik vid Västernorrlands regemente i Sollefteå 1930, löjtnant vid Flygvapnet 1936 och kapten 1940. Han var kommenderad till VOK 1937–1938, divisionschef för tung bombdivision 1941–1943 och var bas- och divisionschef vid Norrbottens flygflottilj (F21) i Luleå sedan 1945.
Sabelström var en framstående ledarkraft, främst inom cykel- och roddport samt militär idrott. Han hade 1923–1948 erövrat 40 distriktsmästerskap i tennis och var 1940–1945 ordförande i IFK Västerås och styrelseledamot i Västmanlands Idrottsförbund. Han var styrelseledamot i Svenska Cykelförbundet sedan 1945 (vice ordförande 1947) och återupplivade cykelsporten i Norrbotten, varvid bildade ett tiotal nya cykelföreningar. Han arrangerade Norrbottens GP på cykel från 1946. Han var även stiftare av Roddklubben Örnsköld i Örnsköldsvik 1946 och Luleå Roddklubb 1947.